# Bay du Nord River

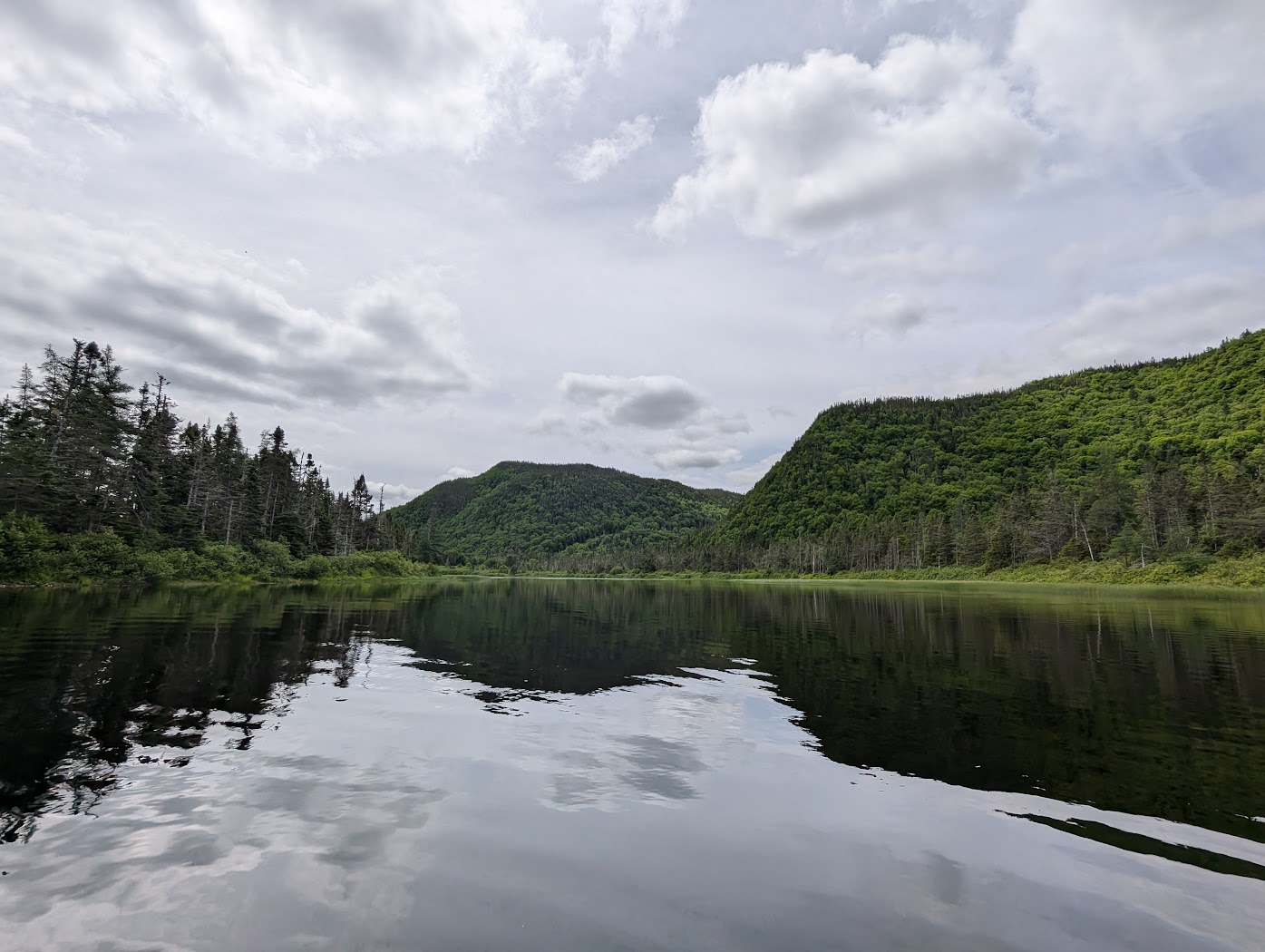
Bay du Nord River

Der Bay du Nord River ist ein etwa 75 km langer Fluss im Süden der Insel Neufundland in der kanadischen Provinz Neufundland und Labrador.

## Flusslauf
Den Ursprung des Bay du Nord River bildet ein 200 m hoch gelegener namenloser See in der Middle Ridge Wildlife Reserve. Der Bay du Nord River fließt in südlicher Richtung durch eine seenreiche Landschaft. Dabei liegen mehrere kleinere Seen und Flussverbreiterungen sowie Stromschnellen entlang dem Flusslauf. Der Bay du Nord River durchfließt den Medonnegonix Lake mündet schließlich in die North Bay, eine kleine Bucht im Norden der Fortune Bay an der Südküste von Neufundland. An der Mündung befindet sich die verlassene Siedlung Bay du Nord. 3 km von der Mündung entfernt am westlichen Ufer der Bucht liegt die Siedlung Pool's Cove.

## Hydrologie
Der Bay du Nord River entwässert ein Areal von etwa 1180 km². Der mittlere Abfluss 5,3 km oberhalb der Mündung beträgt 40 m³/s. Die höchsten monatlichen Abflüsse treten im April und im Mai auf mit im Mittel 68,2 bzw. 55,8 m³/s.

## Flussfauna
Im Flusssystem des Bay du Nord River kommen Atlantischer Lachs und Bachsaibling vor, beide sowohl als anadrome als auch als nicht-anadrome Form.

## Schutzstatus
Eine insgesamt 75 km lange Fließstrecke, die vom Rainy Lake über Kaegudeck Lake, Jubilee Lake, Koskaecodde Lake zum Medonnegonix Lake führt und über den Unterlauf des Bay du Nord River am Meer endet, wurde 2006 als Canadian Heritage River ausgewiesen. Der Bay du Nord Heritage River Corridor erstreckt sich über eine Fläche von 997 km², wovon 96 Prozent (960 km²) innerhalb der Bay du Nord Wilderness Reserve und der Middle Ridge Wildlife Reserve liegen. Das Fluss- und Seensystem bietet sich für mehrtägige Kanutouren an.